# Kasteel van Castelnaud

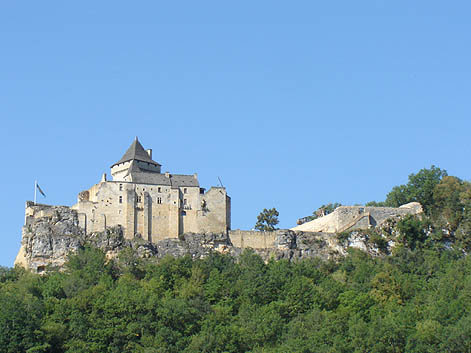
Het Kasteel van Castelnaud

Het Kasteel van Castelnaud (Frans: Château de Castelnaud) is een middeleeuws kasteel dat ongeveer 10 kilometer van Sarlat-la-Canéda is gelegen, in Castelnaud-la-Chapelle in het departement Dordogne, Aquitanië, Frankrijk.
Gelegen aan de samenvloeiing van de Dordogne en de Céou waar het op uitkijkt, ligt ook het Kasteel van Beynac, zijn eeuwige middeleeuwse rivaal, in het gezichtsveld op 3 km afstand, net als de tuinen van Marqueyssac en het dorp La Roque-Gageac.

## Geschiedenis
Het eerste kasteel werd gebouwd in de 12e eeuw. In 1214 werd het kasteel, bewoond door Bernard de Casnac, verwoest tijdens de Albigenzische Kruistochten onder leiding van de legers van Simon van Monfort. Na het Verdrag van Parijs (1259) erkende Castelnaud de suzereiniteit van de hertog van Aquitanië, Hendrik III van Engeland. In de dertiende eeuw werd een nieuw kasteel gebouwd. In 1368 trouwde Magne de Castelnaud met Lord Nompard de Caumont. De Caumonts werden dan de heren van Castelnaud en Berbiguières.
Castelnaud koos de kant van de Engelsen tijdens de Honderdjarige Oorlog, wisselde zeven keer van kant en werd in 1442 definitief ingenomen door de legers van de koning van Frankrijk, Karel VII. Na het conflict nam de familie de Caumont het kasteel over en hield het in eigendom tot Franse revolutie. Tijdens de Hugenotenoorlogen was het het hoofdkwartier van de hugenoot Geoffroy de Vivans.
Tot het begin van de 17de eeuw werden de verdedigingswerken van het kasteel voortdurend aangepast aan de verdere ontwikkeling van de artillerie. Na te zijn verlaten tijdens de Franse revolutie, werd het kasteel in 1832 gebruikt als steengroeve voor de aanleg van een binnenhaven. De restauratie duurde van 1967 tot 2012.
Sinds 2006 heeft het een museum waarin vele aspecten van middeleeuwse oorlogsvoering worden getoond, zoals echte katapulten, zwaarden en harnassen.